# Etzersdorf-Rollsdorf
Etzersdorf-Rollsdorf település Ausztriában, Stájerország tartományban, a Weizi járásban. 2015 óta Sankt Ruprecht an der Raab része. Tengerszint feletti magassága 366 méter, területe 13,44 km². Lakosainak száma 1116 fő.